# Naoko Imoto
Naoko Imoto –en japonés, 井本直歩子, Imoto Naoko– (20 de mayo de 1976) es una deportista japonesa que compitió en natación.
Ganó tres medallas en el Campeonato Pan-Pacífico de Natación, en los años 1991 y 1995. Participó en los Juegos Olímpicos de Atlanta 1996, ocupando el cuarto lugar en la prueba de 4 × 200 m libre.

## Palmarés internacional
| Campeonato Pan-Pacífico | Campeonato Pan-Pacífico  | Campeonato Pan-Pacífico | Campeonato Pan-Pacífico |
| Año                     | Lugar                    | Medalla                 | Prueba                  |
| ----------------------- | ------------------------ | ----------------------- | ----------------------- |
| 1991                    | Edmonton (Canadá)        | Medalla de plata        | 4 × 100 m libre         |
| 1991                    | Edmonton (Canadá)        | Medalla de plata        | 4 × 200 m libre         |
| 1995                    | Atlanta (Estados Unidos) | Medalla de bronce       | 4 × 100 m libre         |